# Verebes György
Verebes György (Zenta, 1965. október 30. –) Munkácsy Mihály-díjas magyar festőművész, Magyarország érdemes művésze, zenész, a Szolnoki Művésztelep művészeti vezetője (2003–), a Magyar Festészet Napja Alapítvány elnöke (2017–), a Magyar Művészeti Akadémia rendes tagja.

## Életpályája
Orvoscsaládban nőtt fel, anyai nagyapja a zentai kórházat megalapító Vígh Ágoston, anyai nagyanyja Loyko Erzsébet belgyógyász, apai nagyapja Verebes György zenész (nagybőgő). Édesapja Verebes Ernő sebész, édesanyja Vígh Jerne Erzsébet belgyógyász. Testvére Verebes Ernő zeneszerző, író. Gyermekéveit Zentán töltötte, ahol a zentai középiskolában vegyészetet tanult. Nős, egy gyermeke Anna (2012).  
A vegyi technikum elvégzése után 1985-től a Magyar Képzőművészeti Főiskola képgrafika tanszékének hallgatója, ahol 1989-ben szerez diplomát, majd 1992-ig művészképzős hallgató ugyanitt. Mesterei Raszler Károly és Kocsis Imre voltak. Festészettel 1988 óta foglalkozik.  Könyvillusztrációkat készít, színházi díszletet, belsőépítészeti arculatot tervez. Festészeti tevékenysége mellett rendszeresen publikál, kiállításokat nyit meg. 
1990-től több jazz-és világzenét játszó zenekarban közreműködik (Real blue, Lucky and friends, Vadsanzon, Cabaret Medrano, Orbis zeneműhely), mint alapító tag, zongorista, zeneszerző, színházi zenét ír.
1997–2003 között egy reklámgrafikai stúdió művészeti vezetője, 1998–2002-ig a Lurdy Galéria művészeti vezetője. 
2002 óta él a Szolnoki Művésztelepen, 2003-tól a Szolnoki Művésztelep (alapítva 1902-ben) művészeti vezetője. Vezetésével a nagy hagyományú művésztelepet az ország egyik művészeti központjává emelte, 2017-ben a kolóniát Magyar Örökség díjjal tüntették ki.
2007–2011 között a budapesti Képző-és Iparművészeti Szakközépiskola tanára. Rendszeres résztvevője hazai és külföldi művésztelepeknek. Szellemi kitalálója és alapító tagja a Szolnoki Képzőművészeti Társaságnak (alapítva 2011-ben). 2013-ban a Magyar Festészet Napja Alapítvány kuratóriumi tagjává választották, 2017 óta az Alapítvány elnöke. 2021-ben a Magyar Művészeti Akadémia levelező, 2023-ban rendes tagjává választotta.

## Díjak
- 2011  Kaposvári Gyula-díj, Szolnok Megyei Jogú Város Kulturális díja
- 2015  Supka Magdolna-díj
- 2017  Munkácsy Mihály-díj
- 2017  Magyar Művészeti Akadémia díja, 64. Vásárhelyi Őszi Tárlat
- 2017  Prima díj
- 2019  Emberi Erőforrások Minisztériumának díja, 66. Vásárhelyi Őszi Tárlat
- 2019  Ezüst Pelikán díj
- 2021  Jász-Nagykun-Szolnok megyei Civil díj
- 2023  Érdemes művész

## Kiállítások
http://verebesgyorgy.hu/ linken megtalálható.

## Művek gyűjteményekben
Zentai Városi Múzeum, Becsei Városi Múzeum, Városi Képtár, Bácstopolya, Szolnoki Művészeti Egyesület gyűjteménye, Damjanich János Múzeum, Szolnok, Vidovszky Béla Városi Képtár, Gyomaendrőd, 9+1 Ómoravicai művésztelep gyűjteménye, Pécs, Városi Galéria, Mezőtúr Művészeti Közalapítványa, T-Art Alapítvány, Ópusztaszeri Nemzeti Történeti Emlékpark, Art Indulge Foundation, India, Szolnoki Polgármesteri Hivatal, Pesterzsébeti Múzeum, Magyar Alkotóművészeti Közhasznú Nonprofit Kft.,  Aba-Novák Agóra Kulturális Központ, Magyar Állami Operaház, Tornyai János Múzeum

## További információ
- Verebes György honlapja

- Szolnoki Művésztelep honlapja

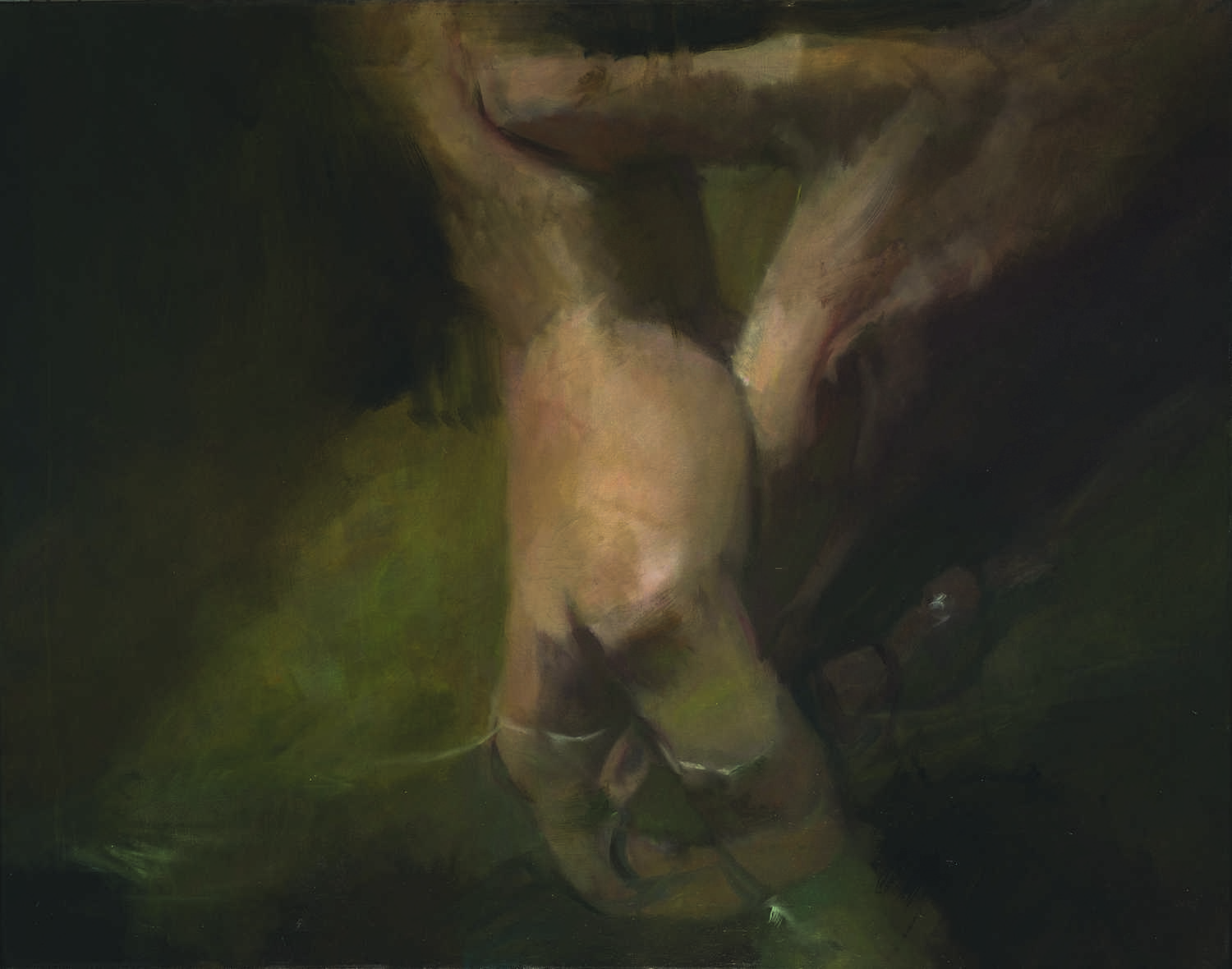
Megtisztuló, olaj, vászon, 110x140 cm
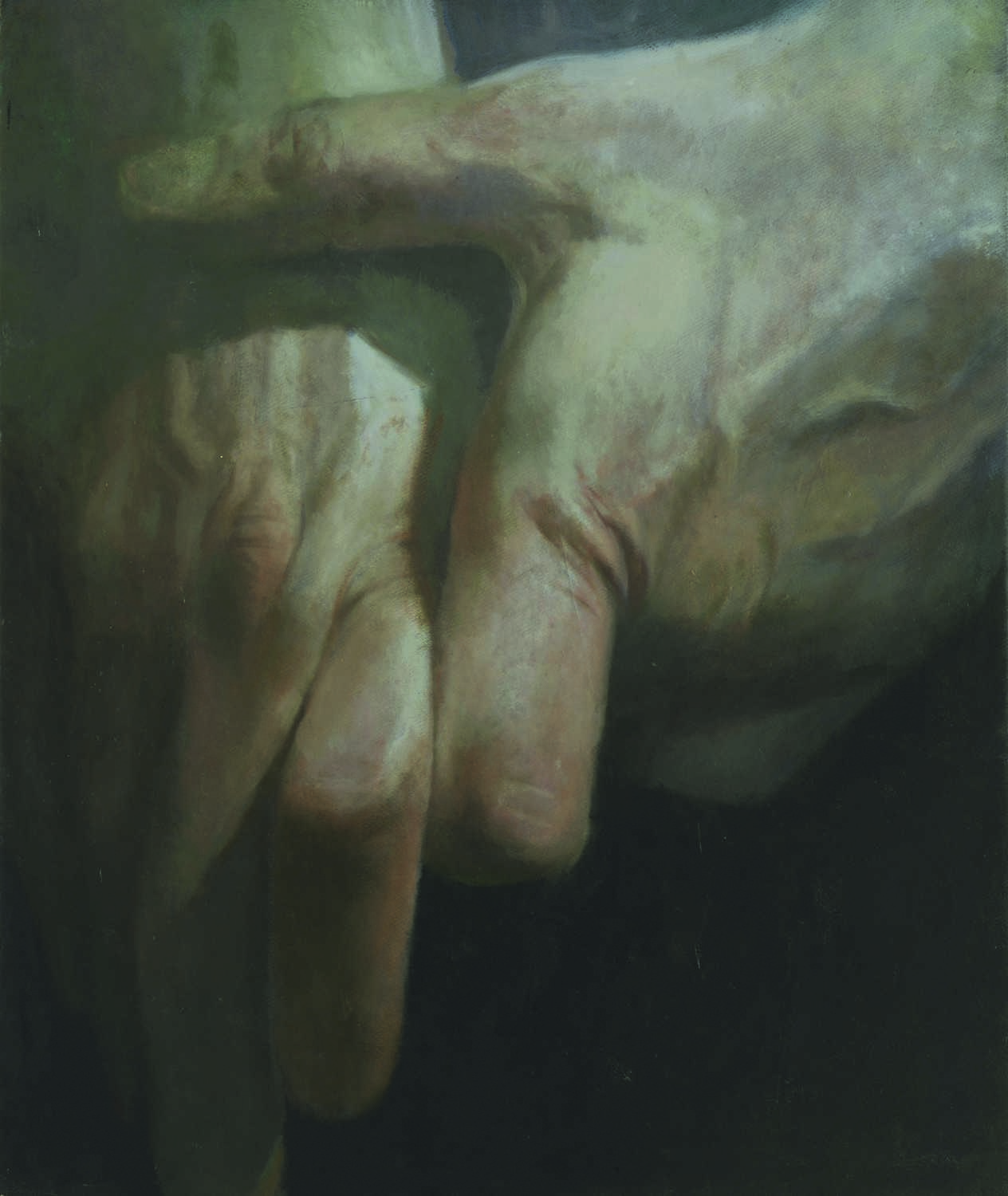
Tanítvány, olaj, farost, 110x90 cm
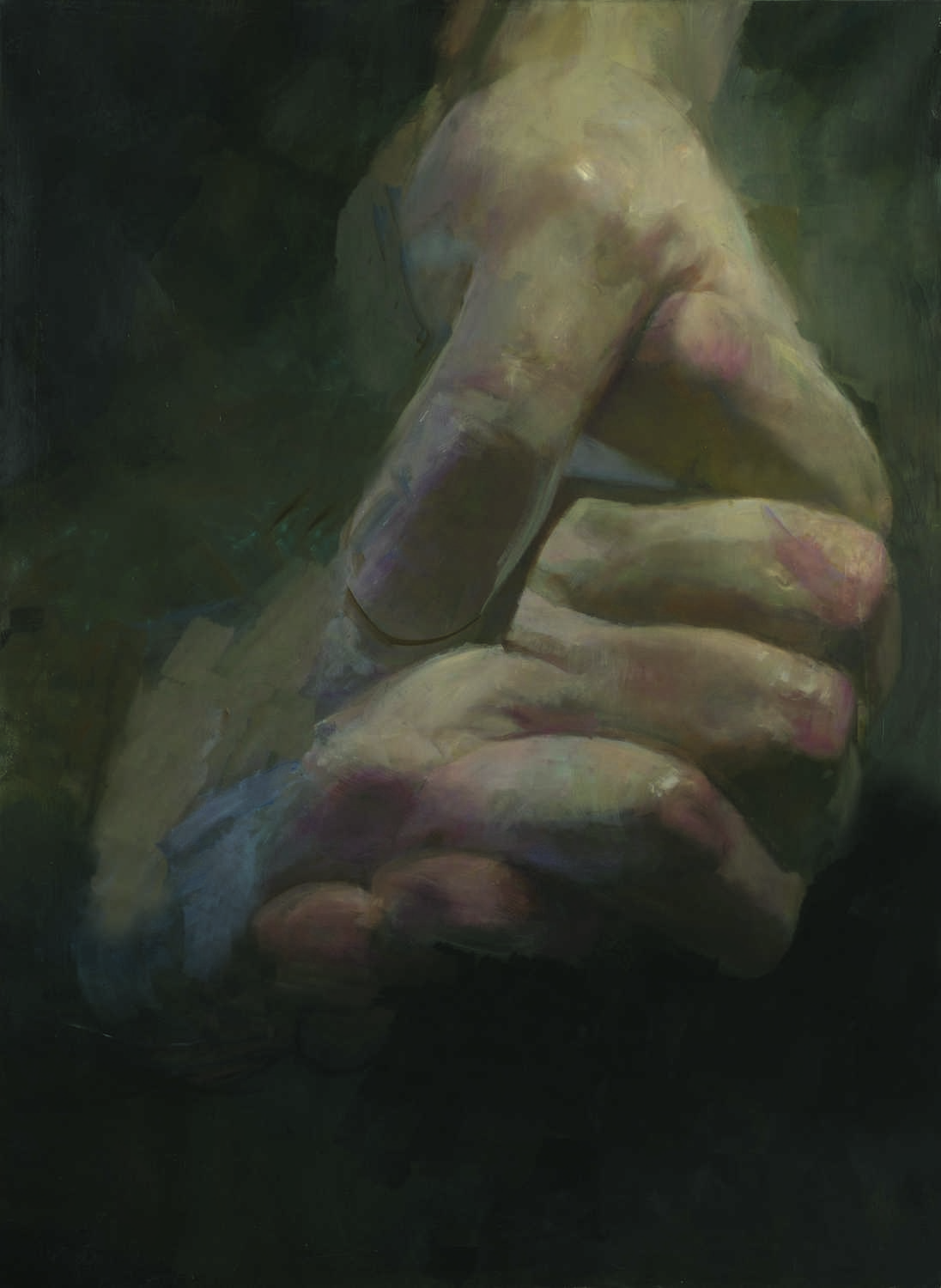
Vezető, olaj, vászon, 190x140 cm
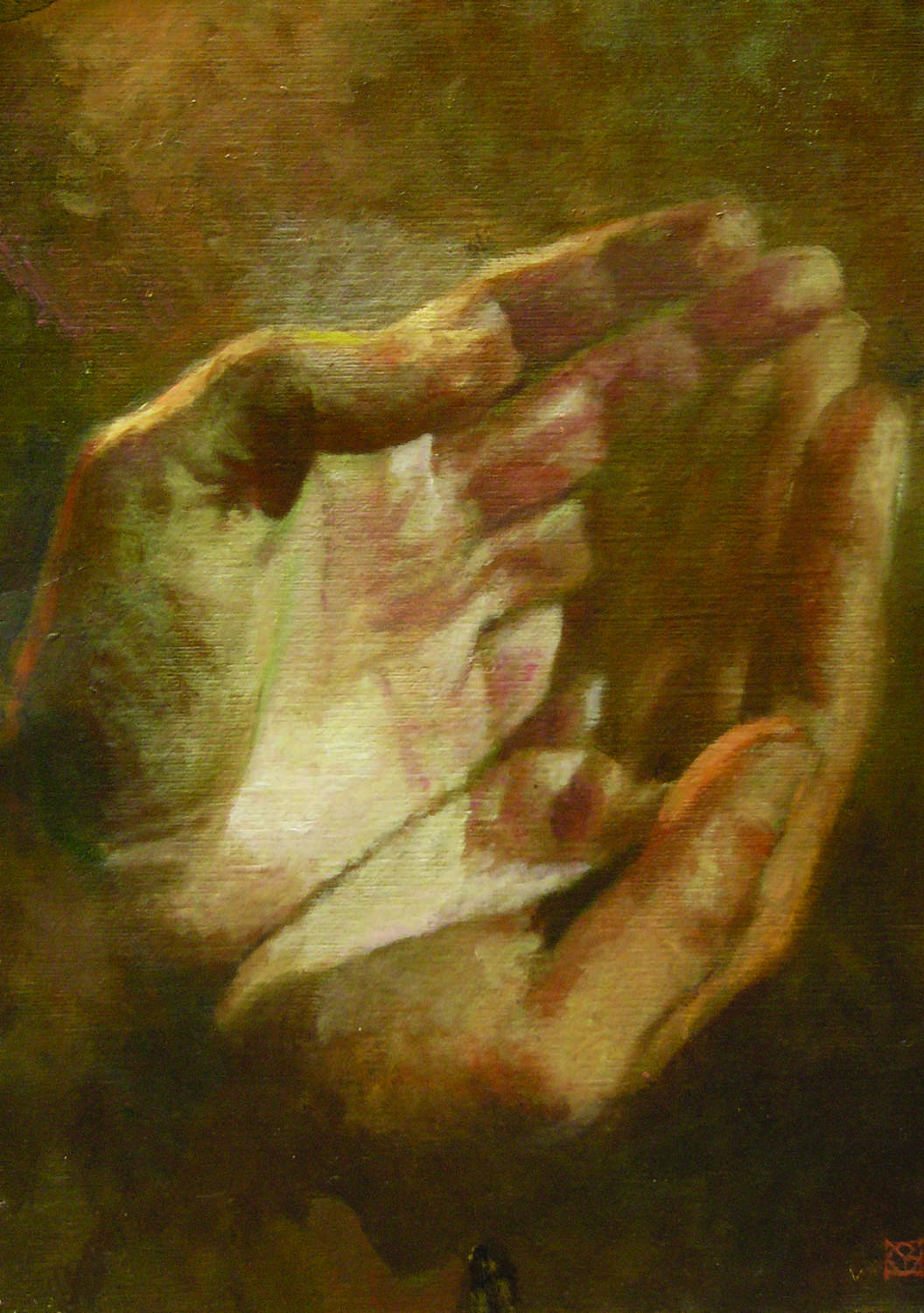
Kehely, olaj, karton, 70x50 cm
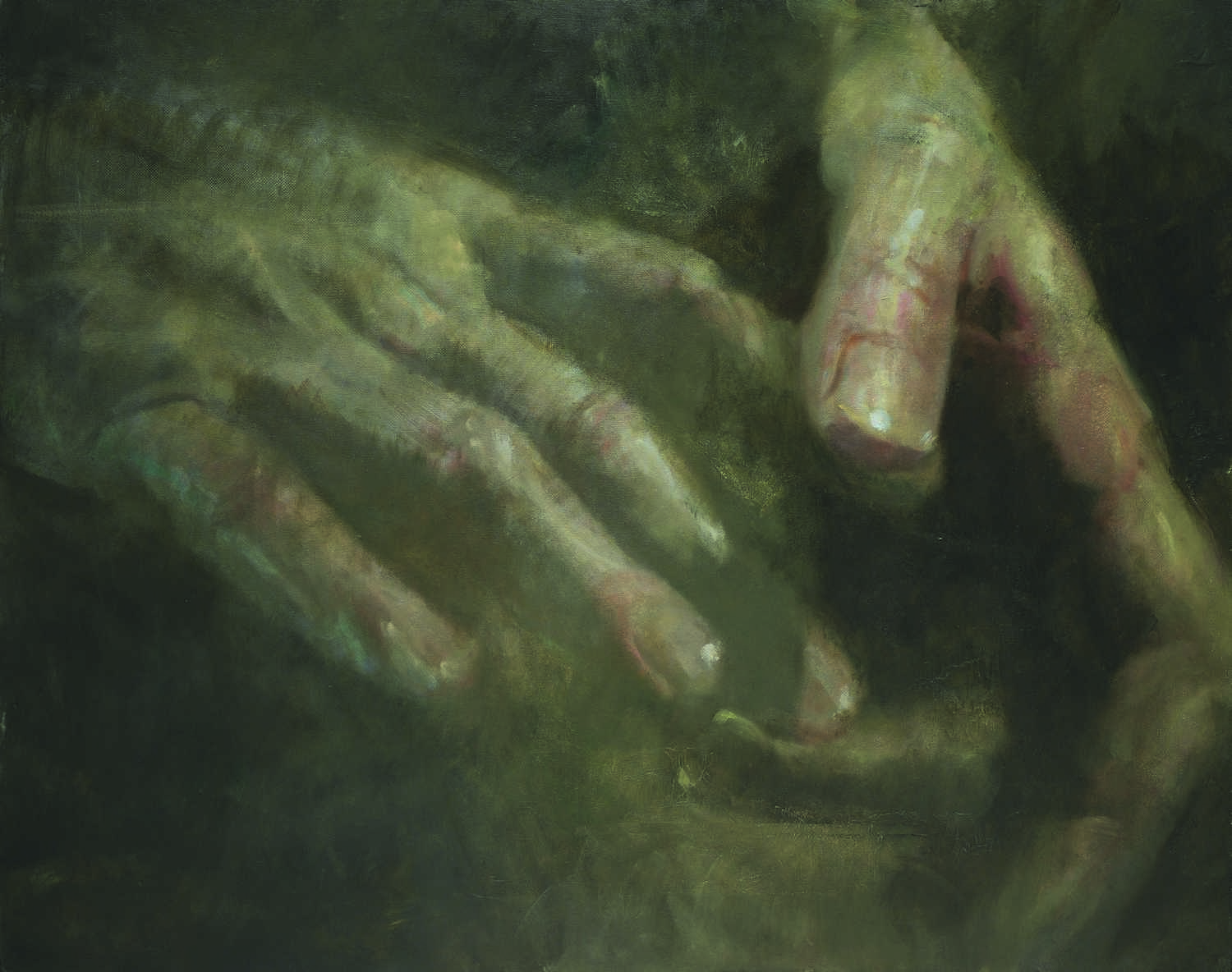
Átadás, olaj, farost, 100x125 cm
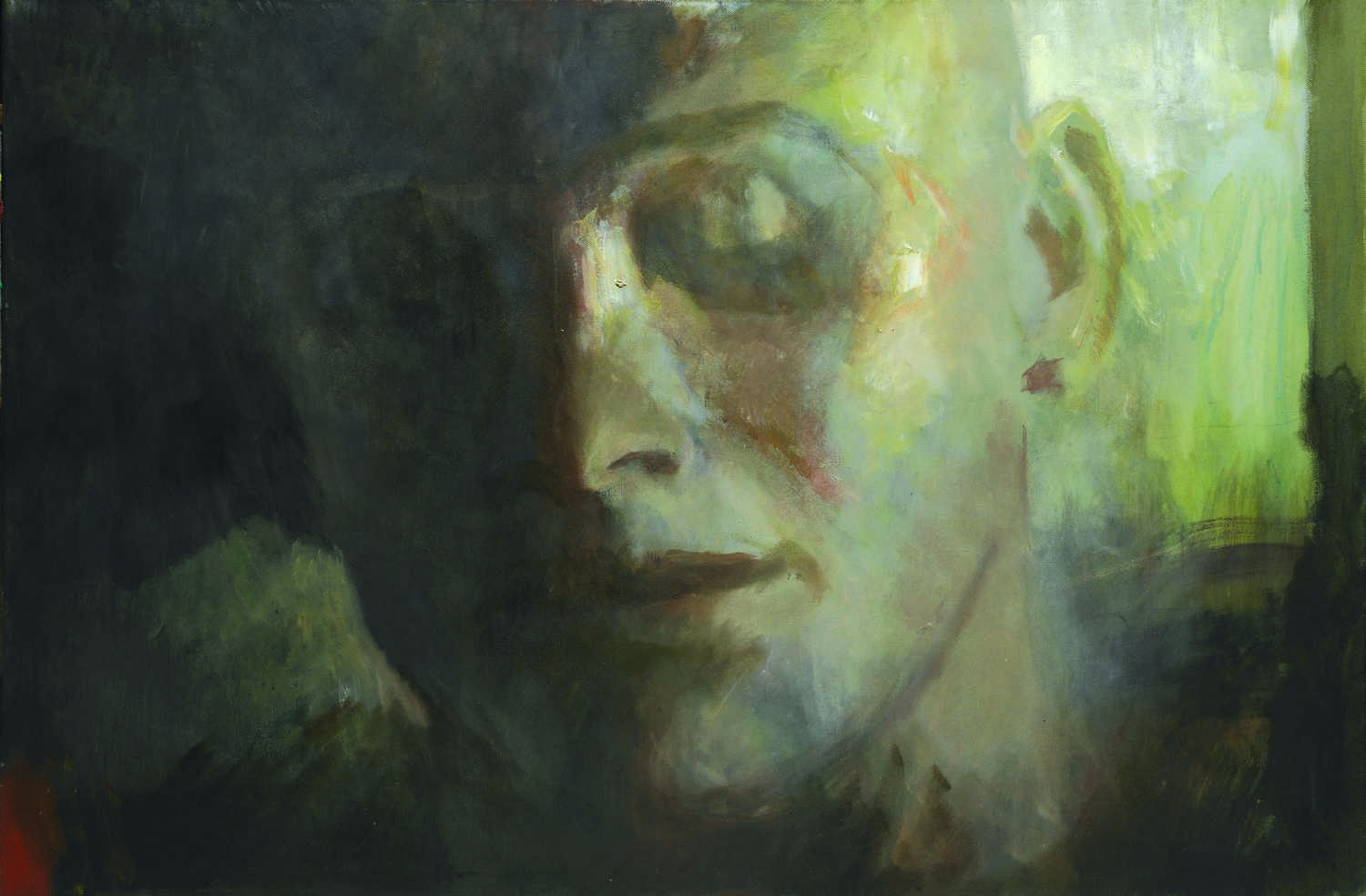
A kamasz, olaj, vászon, 80x120 cm
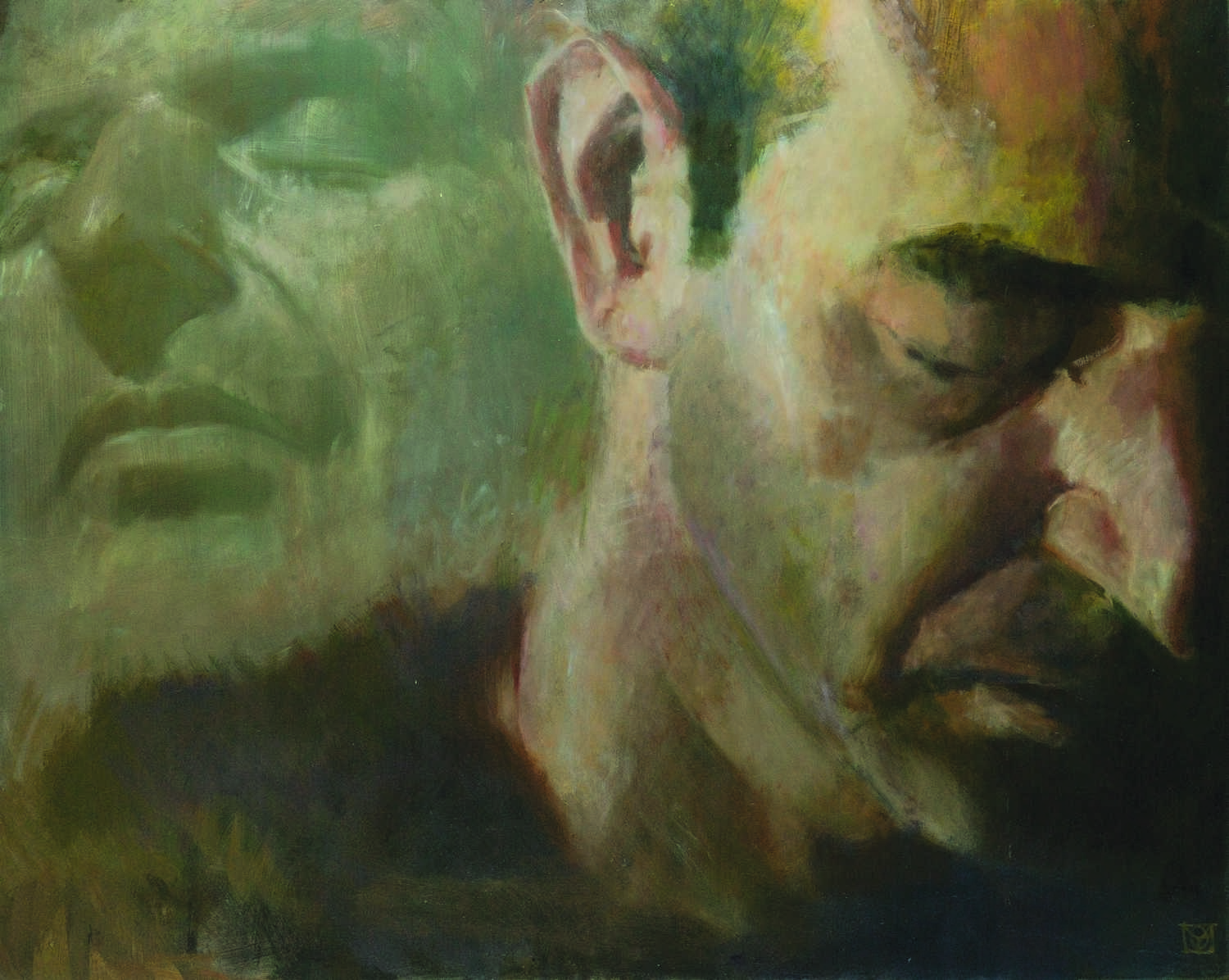
Egyszer visszatérő, olaj, farost, 100x125 cm